# Zhang Qing
Zhang Qing (chiń. 张庆; ur. 13 lutego 1979 w Kaiyuan) – chiński biathlonista, olimpijczyk. Zadebiutował w biathlonie w rozgrywkach juniorskich w roku 1994.
Starty w Pucharze Świata rozpoczął zawodami w Hochfilzen w roku 1998 zajmując 85. miejsce w sprincie. Jego najlepszy dotychczasowy wynik w Pucharze świata to 18. miejsce w biegu indywidualnym w Holmenkollen w sezonie 2006/07.
Podczas Igrzysk Olimpijskich w Salt Lake City w roku 2002 zajął 59. miejsce w biegu indywidualnym, 56 w sprincie i 53 w biegu pościgowym.
Podczas Mistrzostw świata w roku 2004 w Oberhofie zajął 91. miejsce w biegu indywidualnym, 55 w sprincie i nie dobiegł do mety w biegu pościgowym. Na Mistrzostwach świata w roku 2007 w Anterselvie zajął 56. miejsce w biegu indywidualnym i 17 w sztafecie. Na Mistrzostwach świata w roku 2008 w Östersund zajął 16. miejsce w sztafecie. Na Mistrzostwach świata w roku 2009 w Pjongczangu zajął 34. miejsce w sprincie, 37 w biegu pościgowym oraz 24 w sztafecie.

## Osiągnięcia

### Igrzyska Olimpijskie
- 2002 Salt Lake City – 59. (bieg indywidualny), 56. (sprint), 53. (bieg pościgowy)

### Mistrzostwa świata
- 2000 Holmenkollen – 74. (bieg indywidualny), 77. (sprint)
- 2004 Oberhof – 91. (bieg indywidualny), 55. (sprint), DNF. (bieg pościgowy)
- 2007 Anterselva – 56. (bieg indywidualny), 17. (sztafeta)
- 2008 Östersund – 16. (sztafeta)
- 2009 P'yŏngch'ang – 34. (sprint), 37. (bieg pościgowy), 24. (sztafeta)

### Puchar Świata

#### Miejsca w klasyfikacji generalnej
| Sezon     | Miejsce |
| --------- | ------- |
| 2006/2007 | 64.     |
| 2007/2008 | 79.     |
| 2008/2009 | 95.     |